# Hoàng Cơ Bình
Hoàng Cơ Bình (8 tháng 4 năm 1909 – 30 tháng 10 năm 1988) là nha sĩ người Việt Nam, nguyên ứng cử viên tổng thống Việt Nam Cộng hòa năm 1967.

## Tiểu sử
Hoàng Cơ Bình sinh ngày 8 tháng 4 năm 1909 tại làng Đông Ngạc, huyện Từ Liêm, tỉnh Hà Đông (nay là quận Bắc Từ Liêm, thành phố Hà Nội), cha ông là Hoàng Huân Trung, người từng giữ chức Tổng đốc.
Ông tốt nghiệp trường nha khoa (École française de stomatologie de Paris) tại Paris, Pháp, trở thành một nha sĩ và mở phòng khám nha khoa ở Hà Nội.
Năm 1964, ông là Ủy viên Hội đồng Nhân sĩ.
Năm 1967, Hoàng Cơ Bình tham gia tranh cử Tổng thống Việt Nam Cộng hòa, nhưng thất bại.
Sau sự kiện 30 tháng 4 năm 1975, ông bị chính quyền mới đưa đi học tập cải tạo một năm. Sau đó, được trả tự do và trở về quê.
Ông qua đời vào ngày 30 tháng 10 năm 1988.

## Gia đình
Hoàng Cơ Bình có em trai là Hoàng Cơ Minh, nguyên là một tướng lĩnh Hải quân của Quân lực Việt Nam Cộng hòa.